# Orde van Cyrillus en Methodius

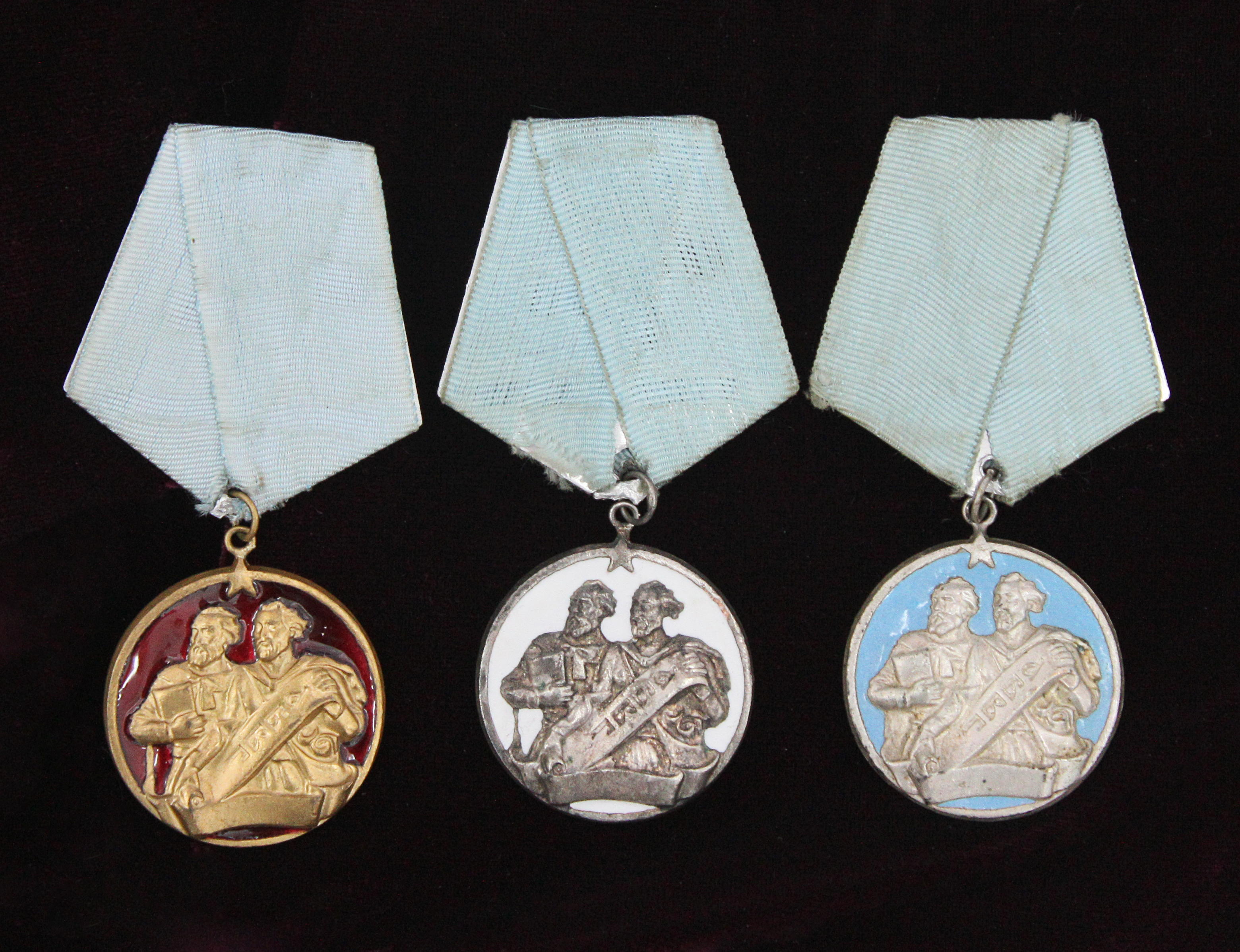
Orde van Cyrillus en Methodius

De Orde van Cyrillus en Methodius (Bulgaars: Орден Кирил и Методий, Orden Kiril i Metodiij) is een Bulgaarse onderscheiding voor verdienste voor de cultuur in de Volksrepubliek. Van oudsher was het een ridderorde van het Koninkrijk Bulgarije: de Orde van Sint-Cyrillus en Sint-Methodius (Bulgaars: Орден Свв. Кирилла и Мефодия, Orden Svetij Kirilla i Mefodija). De atheïstische communistische regering liet in 1950 het woord “Heilige” weg.
De broeders Cyrillus en Methodius waren de apostelen van de Slaven, en Cyrillus ontwikkelde het in Bulgarije gebruikte Glagolitisch alfabet, een voorganger van het huidige cyrillisch schrift.
De vorm van de onderscheiding die verleend werd aan staatslieden, wetenschappers, schrijvers en kunstenaars voor langdurige en toegewijde verdienste voor cultuur ten dienste van het Bulgaarse volk heeft in zijn tweede uitgave wel een heel ander uiterlijk gekregen. Het kleinood van de orde is een medaillon, men zou het ook een medaille kunnen noemen, waarvan het vergulde kleinood van de eerste klasse een rode achtergrond kreeg en de zilveren tweede klasse een blauw geëmailleerd achtergrond heeft. De derde klasse is van zilver met een wit geëmailleerde achtergrond. Boven de hoofden van de apostelen is een ster aangebracht. Het medaillon toont de beide broers met een boek en een schriftrol waarop de eerste vier letters van het cyrillische alfabet: АБВГ (ABVG) staan. Het lint van de orde is lichtblauw.